# Zygmunt Maszczyk
Zygmunt Paweł Maszczyk  dit Zyga est un footballeur polonais né le 3 mai 1945 à Siemianowice Śląskie (Pologne). 

## Biographie
Ce milieu de terrain évolue quatorze saisons au Ruch Chorzów, club avec lequel il dispute 310 matches et marque 41 buts en championnat. 
Zyga est Champion olympique en 1972 à Munich et Vice-Champion olympique en 1976 à Montréal avec l'équipe nationale de Pologne. 
Il joue également à Valenciennes, club où il termine sa carrière professionnelle.

## Carrière de joueur
- 1955-1962 :  HKS Siemianowiczanka Siemianowice Śląskie
- 1963-1976 :  Ruch Chorzów
- 1976-1978 :  US Valenciennes Anzin
- 1978-1979 :  Entente de Montceau
- 1979 :  CKS Czeladź[1],[2]

## Palmarès
- Champion de Pologne en 1968, 1974 et 1975 avec le Ruch Chorzów
- Vice-Champion de Pologne en 1970 et 1973 avec le Ruch Chorzów
- Vainqueur de la Coupe de Pologne en 1974 avec le Ruch Chorzów
- International polonais de 1968 à 1976 (36 sélections)
- Champion olympique en 1972
- Vice-Champion olympique en 1976